# Giải vô địch bóng đá Nam Mỹ 1922
Giải vô địch bóng đá Nam Mỹ 1922 là giải vô địch bóng đá Nam Mỹ lần thứ sáu diễn ra ở Rio de Janeiro, Brasil từ 17 tháng 9 đến 22 tháng 10 năm 1922. Giải đấu có 5 đội tuyển tham gia, đấu vòng tròn tính điểm để chọn ra nhà vô địch. Chủ nhà Brasil giành chức vô địch lần thứ hai sau khi vượt qua Paraguay ở lượt trận đấu cuối.

## Địa điểm
| Rio de Janeiro           |
| ------------------------ |
| Sân vận động Laranjeiras |
| Sức chứa: 20,000         |
|                          |

## Kết quả
| Đội       | Tr | T | H | B | BT | BB | HS | Đ |
| --------- | -- | - | - | - | -- | -- | -- | - |
| Brasil    | 4  | 1 | 3 | 0 | 4  | 2  | +2 | 5 |
| Paraguay  | 4  | 2 | 1 | 1 | 5  | 3  | +2 | 5 |
| Uruguay   | 4  | 2 | 1 | 1 | 3  | 1  | +2 | 5 |
| Argentina | 4  | 2 | 0 | 2 | 6  | 3  | +3 | 4 |
| Chile     | 4  | 0 | 1 | 3 | 1  | 10 | −9 | 1 |

## Trận đấu
| Brasil  | 1–1 | Chile     |
| ------- | --- | --------- |
| Tatú 9' |     | Bravo 41' |

| Chile | 0–2 | Uruguay                           |
| ----- | --- | --------------------------------- |
|       |     | Heguy 10' · Urdinarán 19' (ph.đ.) |

| Brasil      | 1–1 | Paraguay  |
| ----------- | --- | --------- |
| Amílcar 14' |     | Rivas 71' |

| Argentina                                    | 4–0 | Chile |
| -------------------------------------------- | --- | ----- |
| Chiessa 10' · Francia 36', 41' · Gaslini 75' |     |       |

| Brasil | 0–0 | Uruguay |
| ------ | --- | ------- |
|        |     |         |

| Paraguay                            | 3–0 | Chile |
| ----------------------------------- | --- | ----- |
| Ramírez 5' · López 78' · Fretes 86' |     |       |

| Uruguay     | 1–0 | Argentina |
| ----------- | --- | --------- |
| Buffoni 43' |     |           |

| Uruguay | 0–1 | Paraguay    |
| ------- | --- | ----------- |
|         |     | Elizeche 7' |

| Brasil                         | 2–0 | Argentina |
| ------------------------------ | --- | --------- |
| Neco 42' · Amílcar 86' (ph.đ.) |     |           |

| Paraguay | 0–2 | Argentina                |
| -------- | --- | ------------------------ |
|          |     | Francia 63', 79' (ph.đ.) |

### Đá lại
| Brasil                      | 3–0 | Paraguay |
| --------------------------- | --- | -------- |
| Neco 11' · Formiga 48', 89' |     |          |

## Danh sách cầu thủ ghi bàn
4 bàn
- Julio Francia

2 bàn
| - Amilcar | - Formiga | - Neco |

1 bàn
| - Angel Chiessa - José Gaslini - Tatú - Bravo | - Carlos Elizeche - Luis Fretes - Ildefonso López - Ramírez | - Gerardo Rivas - Felipe Buffoni - Juan Carlos Heguy - Urdinarán |